# التهاب الردب
التهاب الردب أو التهاب الرتج أو التهاب الرتوج (بالإنجليزية: Diverticulitis)‏ هو مرض شائع في الجهاز الهضمي يشمل تكوّن انتفاخات مجوّفة كالجيوب في جّدر الأمعاء، هذه العملية تسمّى الرُّتاج أو الرُّتوج.
يحدث هذا الدّاء عادةً في الأمعاء الغليظة أو ما يسمى القولون، كما يمكن أن يظهر في الأمعاء الدقيقة في بعض الحالات. عندما يلتهب أحد هذه الجيوب ينتج المرض.
غالبا ما يحس المرضى المصابون بألم في الجزء الأيسر السفلي من البطن بالإضافة إلى حمّى ويَلاحظ زيادة في أعداد كريات الدم البيضاء كما يشكون- أيضا- من الغثيان أو الإسهال، والبعض قد يصيبه الإمساك. درجة خطورة الأعراض تعتمد على مدى حدّة العدوى ومضاعفاتها. في حالات أقل شيوعا يصاحب الالتهاب ألم في الجانب الأيمن من البطن؛ يرجع هذا إلى ندرة تشكّل جيوب في الجانب الأيمن أو زيادة في القولون السِّينيّ. قد تشمل تقارير بعض المرضى نزيف من المستقيم.

## العلامات والأعراض
يعاني المرضى في كثير من الأحيان من ثالوث كلاسيكي ويشمل على:
- ألم في الربع الأسفل الأيسر للبطن
- حمى
- ارتفاع أعداد كريات الدم البيضاء في العد الدموي الشامل

كما قد يعاني المرضى من الغثيان أو الإسهال - أو الإمساك في أحيان قليلة.
قد يشكو بعض مرضى التهاب الرتوج من آلام في الجهة اليمنى من البطن وقد يرجع ذلك لوجود الرتوج في الجهة اليمنى من القولون إلا أن وجودها في ذلك المكان أقل بكثير من الجهة اليسرى من القولون.

## الأسباب
سبب المرض غير معروف، لكن يُعتقد أنّ 40% من احتماليّة خطر الإصابة بالمرض هو التركيب الجيني للشخص، و 60% يعود إلى عوامل بيئية، أما  السمنة فتُعد عامل خطر آخر مختلف.

### الغذاء
ليس جليّاً تماماً ما تقوم به الألياف الغذائية من دور في حدوث التهاب الرُّتوج، فمن المعروف على الأغلب أن الغذاء فقير الألياف يشكل عامل خطورة للإصابة بالمرض، ولكن لا تزال براهين دعم هذه الفكرة مبهمة.
ليس هنالك أدلة تشير إلى أنّ تجنّب تناول الجوز والبذور يقي أو يمنع من تطور الرُّتوج إلى حالة حادة من الالتهاب. ومما يظهر حقيقةً أن تناول مقدار عالي من الجوز وحبوب الذرة قد يساعد الذكور البالغين في حماية أنفسهم من التهاب الرُّتوج.

## الفيزيولوجيا المرضية
ينتج المرض نتيجة تغيُّرات داخل الأمعاء كزيادة الضغط بسبب الانقباض الخاطئ لعضلات الأمعاء.
أغلب المصابين لا يعانون من أي إزعاج أو أعراض، مع ذلك قد تتضمّن الأعراض مَعَص خفيف وانتفاخ وإمساك. أمراض أخرى كداء الأمعاء الالتهابي وقرحة المعدة يسببان مشاكل شبيهة بالرتوج؛ لذلك وجود مثل هذه الأعراض لا يعني دائما الإصابة بالرُّتوج.

## التشخيص

إلتهاب الرُّتوج في الربع الأيسر السفلي من البطن كما هو موضح بالعرض الإكليلي بالتصوير المقطعي

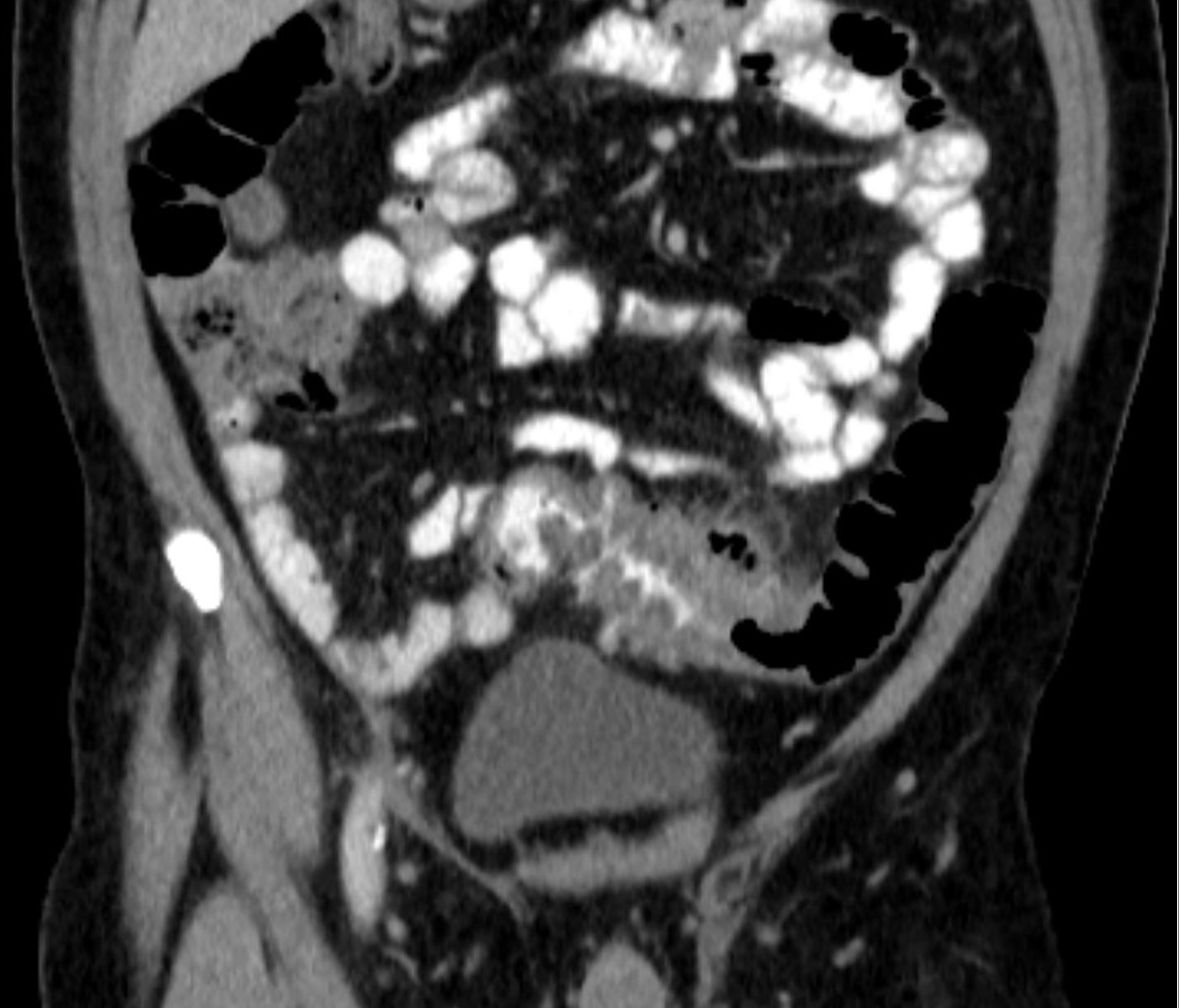
إلتهاب الرُّتوج بالأشعة المقطعية

عادةً يتم تشخيص من يعانون من الأعراض المذكورة أعلاه بواسطة التصوير المقطعي المحوسب  حيث تصل درجة دقّته إلى 98% في تشخيص التهاب الرُّتوج، للحصول على أهم المعلومات الممكنة الموضِّحة لحالة المريض يتم أخذ صور لطبقات رقيقة تصل (5 ملم) لكامل البطن والحوض في وسط تبايني من خلال اعطاء المريض الصبغة التباينية عن طرق الفم والوريد. من خلال الصور يتم ملاحظة زيادة موضعية في سُمك جدار القولون وكذلك التهابات تمتد إلى النسيج الدهني الحيط به. التهاب الرُّتوج الحاد يتم تشخيصه بدقة عندما يشمل الجزء المعنيّ على رتج أو جيب. كما يتم من خلال التصوير الطبقي أو المقطعي تحديد المرضى الذين يعانون من التهابات مضاعفة كوجود الخُراج حيث يسمح بتصريفه كذلك فيتم تجنيب المريض التدخل الجراحي الفوري. لا يستخدم تنظير القولون أو حقنة الباريوم في حالات الالتهاب الحاد تجنباً لخطورة حدوث انثقاب بالقولون.

### التشخيص التفريقي
يشمل سرطان القولون، داء الأمعاء الالتهابي، إلتهاب القولون الإقفاري، متلازمة القولون المتهيِّج، بالإضافة إلى عدد من عمليات الجهازالبولي والنسائية.

## العلاج
معظم حالات الالتهاب البسيطة وغير المترافقة بمضاعفات تستجيب للمعالجة المُحافظة كإراحة الجهاز الهضمي أو الأمعاء. يتم وضع بعض الأشخاص تحت نظام حمية غذائية منخفضة؛ حيث يساعد وجود ألياف قليلة بالغذاء في إعطاء القولون وقت كافي للشفاء.
يتم علاج التهاب الرتوج عن طريق إراحة الجهاز الهضمي (بالامتناع عن الطعام) والتغذية عن طريق المحاليل الوريدية واستخدام المضادات الحيوية واسعة الطيف. قد يستلزم علاج بعض مضاعفات الالتهاب كالناسور والخراج والتهاب الصفاق تدخل جراحي. كما ينصح المرضى ممن يعانون من التهاب متكرر للرتوج بإزالة الجزء المتضرر من القولون.

## المضادات الحيوية
تستخدم المضادات الحيوية عند الاشتباه بوجود عدوى بكتيرية، وعلى الرغم من أنّ العديد من المبادئ التوجيهية توصي باستعمال المضادات الحيوية إلا أنه في الحالات الحادة غير المعقدة من التهاب الرُّتوج لا توجد أدلة كافية تجيز أو تدعم الأستخدام الروتيني لها حيث تبين من خلال الدراسات أنها لا تعجل من الشفاء ولا تقي من المضاعفات أو تمنع عودة المرض مجددا.

### الجراحة
غالبا لا يُحتاج لها  إلا أن وجود بعض المضاعفات كإلتهاب الصِّفاق أو الخراج أو الناسور قد يتطلب إجراء عملية جراحية فورية أو على أساسيات انتقائية، فقد يعتمد قرار إجراء العملية الانتقائية على عوامل خارجية مثل: مرحلة المرض وعمر المريض والحالة الصحية العامة له ودرجة خطورة وتكرار نوبات المرض، أو إذا استمرّت الأعراض بعد أول نوبة حادة من المرض.
في معظم الحالات يتم إتخاذ قرار إجراء العملية بعد التبيّن من أن مخاطرها ستكون أقل من إذا بقيت المضاعفات موجودة، فبعد ستة أسابيع على الأقل من الشفاء من الحالة الحادة للالتهاب يستطاع إجراء الجراحة.
يتم إجراء عملية جراحية طارئة للمرضى الذين يعانون من تمزق في الأمعاء يؤدي إلى عدوى لجوف البطن، فالجزء الممزق أو المفتوق يتم إزالته ثم يقوم الجراح بعمل فغر للقولون أي يصل النهاية السليمة للقولون بفتحة بالجلد يتم من خلالها إخراج البراز لخارج الجسم، يتم إغلاق الثغرة أو الفتحة بعد 10 إلى 12 أسبوع بعملية لاحقة يتم من خلالها ربط النهايات المقطوعة للقولون.
التوجه الجراحي الأول يتمثّل بعمل استئصال وتفاغر(ربط بين عضوين) ويكون للمرضى غير المصابين بمشاكل في الأوعية الدموية أو التوتر أو التوذُّم في أمعائهم، الحد أو الحافة الأدنى أو القريبة من القولون يجب أن تكون طيّعة أو مرنة ليس فيها تضخّم أو التهاب، أما الحافة الأبعد أو الأقصى يجب أن تكون ممتدة إلى الثلث الأعلى من المستقيم. ليس بالضرورة كل القولون المتكون عليه رتوج يجب إزالته، الرّتوج المتكوّنة أدنى من القولون النازل أو السيني لا ينتج عنها أعراض زائدة أقوى.
هناك نوعين من الجراحة إما استئصال أو قطع الأمعاء الأولي أو قطع الأمعاء مع عمل مفاغرة للقولون، أيا كان النوع فإنه يتم من خلال الطريقة التقليدية أو من خلال التنظير. الطريقة التقليدية تتم من خلال عملية مفتوحة تسمّى استئصال القولون يوضع فيها المريض تحت التخدير العام ويقوم الجرّاح بعمل شِقّ في منتصف الجزء الأسفل من البطن أو شِق أفقي جانبي، يتم إزالة الجزء المصاب من القولون ثم تُشبك النهايات السليمة مجددا مع بعضها.
إذا ما وجدت حاجة لإراحة الأمعاء من وظيفتها الطبيعية يتم عمل مفاغرة القولون حتى يتم شفاؤها، فيتم عمل فتحة مؤقّتة على سطح الجلد وأمرار نهاية القولون من خلال الجدار البطني ثم ارتباطه بكيس أو حقيبة قابلة للنقل والفصل بحيث تتجمّع فيها الفضلات.
مع ذلك فإن معظم الجراحين يفضّلون عمل قطع للأمعاء باستخدام المنظار بُغية تقليص الألم التالي للجراحة وتسريع شفاء المريض، فالجراحة التنظيرية عبارة عن إجراء ثلاثة إلى أربعة شقوق صغيرة في السُّرَّة أو البطن تصل إلى الداخل.
كامل العملية الجراحية تشمل ثلاث خطوات تختلف في مستوى تعقيدها تبعا لمنطقة القولون وطبيعة المرض وهي سحب أو تبعيد القولون وتقسيم ما يرتبط بالقولون وتشريح أو تسليخ المساريق. بعد سحب القولون يقوم الجراح بتقسيم ما يتصل بالكبد والأمعاء الدقيقة، وبعد تشريح الأوعية الدموية للمساريق يستخدم الجراح مشابك جراحية خاصة لإغلاق القولون ثم قطع الجزء مابين المشبكين.
في حالات الالتهاب المفرط أو الزائد الذي يجعل من اسئصال القولون الأولّي خطِر جدا يتم إجراء عملية الإستئصال مع عمل مفاغرة للقولون بعملية تسمّى هارتمان [الإنجليزية] عادة ما يتم اجراؤها في الحالات المهدِّدة للحياة.
جراحة اسئصال القولون مع المفاغرة تتضمّن عمل مفاغرة مؤقتة تتبع جراحة تالية عكسية لغلق الفغرة أو المفاغرة، يقوم الجراح بعمل فتحة أو ثغرة (فغرة) في الجدار البطني كي يتم تطهير البطن من نواتج العدوى والإلتهاب، يمر القولون خلال الفتحة وتخرج الفضلات لكيس خارجي.
المفاغرة غالبا ما تكون مؤتة وتصبح دائمة في بعض الحالات اعتمادا على درجة خطورة الحالة المرضيّة، في أكثر الأوقات بعد أن يحصل الشفاء من الالتهاب لاحقا بأشهر يتم إجراء عملية جراحية أخرى يُعاد فيها ربط القولون بالمستقيم وإغلاق الفغرة.

## المضاعفات
تحدث المضاعفات عندما تغزو البكتيريا الناتجة من انفجار رتج أو جيب ملتهب في القولونامعا مناطق أخرى فمثلا انتشار العدوى إلى بطانة التجويف البطني(الصِّفاق) ينتج إلتهاب الصِّفاق المهلك، وأحيانا يسبب الرّتج الملتهب تضيُّق في الأمعاء يؤدي إلى الإنسداد، وقد يلتصق الجزء المتأثّر من القولون بالمثانة أو أي عضو في التجويف الحوضي ويكون ما يسمى بالناسور؛ أي ارتباط شاذ غير طبيعي بين عضو وآخر أو تركيب مجاور هنا بين القولون.
- إنسداد الأمعاء
- إلتهاب الصِّفاق
- الخُراج
- الناسور
- النّزيف
- تضيُّق

## الوبائيّات
غالبا ما يحدث في فئة متوسطي العمر والكبار، إلا أنه قد يصيب صغار السن أيضا  بأعمار العشرين تقريبا حيث تساهم البدانة المتوسطة في ذلك وتسبب التهاب الرّتوج.
في الدول الغربية يصيب التهاب الرُّتوج القولون السّيني غالبا- الجزء الرابع (95%من المرضى). معدل الانتشار قد زاد بتقدير10% في عقد 1920إلى 35-50% في عقد 1960. 65% ممن هم فوق عمر 85 يُعتقد بإصابتهم بأي شكل من أشكال مرض الرُّتوج وأقل من 5% ممن هم دون 40 عاما قد يعانون من المرض. رتوج الجانب الأيسر من القولون وخاصة في القولون السيني منتشر أكثر بالدول الغربية، وأما رتوج الجانب الأيمن فغالبا ما يكون منتشرا أكثر في آسيا وإفريقيا. 10-15% من المصابين بالرُّتوج سوف يعانون من التهاب الرُّتوج خلال حياتهم.